# Tingulonga almacega
Tingulonga almacega là một loài thực vật có hoa trong họ Burseraceae. Loài này được (L. Marchand) Kuntze miêu tả khoa học đầu tiên năm 1891.